# Gunther Ghysels
Gunther Ghysels (Kortrijk, 23 april 1992) is een Belgische ondernemer en voormalig professioneel motorcrosser.

## Biografie

### Motorcross
In 2013 kwalificeerde Ghysels zich voor de grand prix van Engeland maar diende tijdens de wedstrijden forfait te geven door opnieuw een blessure. In 2014 won Ghysels aardig wat nationale en internationale wedstrijden in loondienst van Kawasaki om vervolgens op 22-jarige leeftijd de helm aan de haak te hangen.

### Ondernemer
Ghysels richtte in 2016 de chauffeurdienst Get Driven op. Hij werd in 2019 verkozen tot Jonge West-Vlaamse Ondernemer van het Jaar.
In 2020 nam hij deel aan het programma 'Jonge Wolven' op VTM, een docureeks waarin jonge ondernemers gevolgd werden.
In Augustus 2022 zette Ghysels een stap opzij en verkocht zijn aandelen aan Belgische ondernemer Steve Rousseau, CEO van House of Talents.